# 沙坡镇
沙坡镇，是中华人民共和国广西壮族自治区玉林市陆川县下辖的一个乡镇级行政单位。

## 行政区划
沙坡镇下辖以下地区：
沙坡村、北安村、仙山村、高庆村、大连村、六潘村、龙湾村、秦镜村、中心村、和平村、白马村、横山村和六高村。